# 祖谷山一揆
祖谷山一揆（いややまいっき）は、四国国分後に蜂須賀氏（徳島藩）の阿波国支配に反対して発生した土豪層を中心とする一揆。
特に美馬郡祖谷山（現徳島県三好市）での抵抗が激しかったことから「祖谷山一揆」の名称が知られ、また特に激しかった天正13年（1585年）と元和6年（1620年）が知られている。

## 概要

### 天正の一揆
阿波国、特に山間部は古くから土佐国との関係が深く、早くから長宗我部元親の支配下に入っていた。ところが豊臣秀吉の四国攻めによって元親が豊臣政権に屈し、豊臣氏の重臣である蜂須賀家政に阿波国が与えられると、兵農分離と検地の徹底を図った。これに対して従来の支配権を失うことを恐れた美馬郡祖谷山・那賀郡仁宇谷・名西郡大栗山などの土豪が一揆を起こした。
家政は山間部に重臣達は勿論のこと、自らも出陣して軍事的な弾圧を図るとともに、一部の穏健派の土豪を懐柔して切り崩しを図った。特に抵抗が激しかった祖谷山では地元の喜多六郎三郎・安左衛門父子を派遣して説得にあたらせた。最終的に一揆が収束したのは、天正18年（1590年）のことである。喜多父子は祖谷山の政所に任じられ、現地の取締にあたることになった。

### 元和の一揆
天正18年以後、阿波国の大半の地域では兵農分離の前提となる刀狩や検地が進展したが、祖谷山では慶長12年（1607年）に政所・喜多氏の仲介によって祖谷山における惣高の自主申告が行われたものの、土豪たちの抵抗によってそれ以上の進展がみられなかった。
元和3年（1617年）11月、蜂須賀家政は代官渋谷安太夫を派遣して祖谷山の名主・土豪18名に対して伝来の名刀・宝刀27振りを接収させた。渋谷は政所喜多安左衛門を通じて手形を与え、代金の支払を約束した。だが、実際にはこれは刀狩を意図したもので代金支払の意図はなかった。元和6年（1620年）になって藩側の意図に気付いた名主・土豪たちは名子と呼ばれる隷属民700名を連れて寺院参詣のために徳島城の城下にいた家政に対して、代官・渋谷が不正を行って刀の代金が支払われていない旨の直訴を行った。だが、これが家政を激怒させ、18名の名主・土豪は捕縛され、6名が磔・5名が斬首に処せられ、他の7名は一命は助けられたものの身分を剥奪された。その後、祖谷山では政所・喜多氏の権限が強化され、事実上の間接支配が行われ、喜多氏が任じた名主以外の住民は全て名子に編入され、厳しい支配と搾取を受けることになった。その一方で、徳島藩は名主・土豪の粛清と刀狩の実施によって実質上の兵農分離には成功したものの、その特殊な支配体制によって藩による検地の企ては度々阻止され、祖谷山における特殊な支配と検地に対する大小の抵抗は明治の廃藩置県まで続いた。